# Аустралија (филм)
Аустралија (енгл. Australia) је аустралијски филм из 2008. са Никол Кидман и Хјуом Џекманом у главним улогама.

## Радња
Аустралија је романтична, епска авантура смештена у бурни период пред Други светски рат. Британска аристократкиња (Никол Кидман) одлази на далеки континент да би спасила наслеђено имање. Немоћна због проблема у којима се нашла, за помоћ се обраћа локалном фармеру (Хју Џекман), а њихов подухват се претвара у спектакуларно путовање кроз хиљаде километара божанствене и неистражене земље.